# Waleed Al-Jasem Al-Mubarak
Waleed Al-Jasem Al-Mubarak (àrab: وليد الجاسم)  (Al-Kuwait, 17 de novembre de 1959 - Bordeus, 26 de maig de 2025) va ser un futbolista kuwaitià de la dècada de 1980.
Fou internacional amb la selecció de futbol de Kuwait amb la qual participà a la Copa del Món de futbol de 1982. Pel que fa a clubs, destacà a Kuwait SC.